# Peltophryne lemur
Espèce
Synonymes
- Bufo panayanus López-Seoane, 1890
- Bufo lemur (Cope, 1869)
- Bufo turpis Barbour, 1917

Statut de conservation UICN

 CR A2a; B1ab(v)+2ab(v); C2a(ii) : 
En danger critique
Peltophryne lemur est une espèce d'amphibiens de la famille des Bufonidae.

## Répartition
Cette espèce est endémique du banc de Porto Rico. Elle se rencontre sur les côtes Nord et Sud (notamment dans la forêt d'État de Guánica) de Porto Rico et sur l'île Virgin Gorda dans les îles Vierges britanniques en dessous de 50 m d'altitude.

## Description
Les mâles mesurent jusqu'à 85 mm et les femelles jusqu'à 120 mm..

## Publication originale
- Cope, 1869 "1868" : Sixth Contribution to the Herpetology of Tropical America. Proceedings of the Academy of Natural Sciences of Philadelphia, vol. 20, p. 305-313 (texte intégral).